# Cầu mây tại Đại hội Thể thao Đông Nam Á 2005
Cầu mây tại Đại hội Thể thao Đông Nam Á năm 2005 diễn ra từ ngày 27 tháng 11 đến 4 tháng 12 tại Nhà thi đấu Đại học San Carlos, thành phố Cebu, Philippines. Các vận động viên tranh tài ở nhiều nội dung như regu, đôi regu (double regu), và các hình thức thi đấu truyền thống, dành cho cả nam và nữ với 6 nội dung tranh huy chương. Chứng kiến cuộc cạnh tranh quyết liệt giữa các cường quốc cầu mây trong khu vực, đặc biệt là  Myanmar, Thái Lan, và Malaysia lẫn lượt giành được số huy chương vàng là 3, 2 và 1.

## Bảng huy chương
| Hạng               | Đoàn               | Vàng | Bạc | Đồng | Tổng số |
| ------------------ | ------------------ | ---- | --- | ---- | ------- |
| 1                  | Myanmar            | 3    | 0   | 3    | 6       |
| 2                  | Thái Lan           | 2    | 2   | 2    | 6       |
| 3                  | Malaysia           | 1    | 0   | 1    | 2       |
| 4                  | Việt Nam           | 0    | 2   | 0    | 2       |
| 5                  | Indonesia          | 0    | 1   | 5    | 6       |
| 6                  | Philippines        | 0    | 1   | 1    | 2       |
| Tổng số (6 đơn vị) | Tổng số (6 đơn vị) | 6    | 6   | 12   | 24      |

## Tóm tắt kết quả

### Nam
| Nội dung | Vàng | Bạc | Đồng |
| -------- | --- | --- | --- |
| Regu đôi | Myanmar · Aung Cho Myint · Maung Maung · Si Thu Lin                                                                 | Indonesia · Husni Uba · Jusri Pakke · Yudi Purnomo                                                                   | Thái Lan · Pornchai Kaokaew · Suriyan Peachan · Rawat Parbchompoo                                                    |
| Regu đôi | Myanmar · Aung Cho Myint · Maung Maung · Si Thu Lin                                                                 | Indonesia · Husni Uba · Jusri Pakke · Yudi Purnomo                                                                   | Malaysia · Mohd Azlan · Mohd Saiful Nizam · Zulhafizazudin Rosslan                                                   |
| Regu     | Malaysia · M Azman Nasrudin · M Normanizam Ahmad · M Putra Abdul Ghani · M Saifudin Hussin · M Zulkarnain Mohd Arif | Thái Lan · Pornchai Kaokaew · Prasert Pongpung · Sarawut Inlek · Suebsak Phunsueb · Suriyan Peachan                  | Myanmar · Aung Cho Myint · Aung Hein · Maung Maung · Si Thu Lin · Thein Zaw Min                                      |
| Regu     | Malaysia · M Azman Nasrudin · M Normanizam Ahmad · M Putra Abdul Ghani · M Saifudin Hussin · M Zulkarnain Mohd Arif | Thái Lan · Pornchai Kaokaew · Prasert Pongpung · Sarawut Inlek · Suebsak Phunsueb · Suriyan Peachan                  | Indonesia · Husni Uba · Jusri Pakke · Mohammad Nasrum · Wisnu Dwi Suhantoro · Yudi Purnomo                           |
| Hoop     | Myanmar · Aung Hlaing Moe · Aung Hlaing Moe · Aung Zaw · Maung Maung Sein · Than Zaw Oo · Thein Zaw Min             | Thái Lan · Ekachai Masuk · Rawat Parbchompoo · Saharat Wonumpai · Sarawut Inlek · Suriyan Peachan · Worapot Thongsai | Philippines · Danilo Alipan · Harrison Castañares · Hector Memarion · Joel Carbonilla · Metodio Suico · Michael Jose |
| Hoop     | Myanmar · Aung Hlaing Moe · Aung Hlaing Moe · Aung Zaw · Maung Maung Sein · Than Zaw Oo · Thein Zaw Min             | Thái Lan · Ekachai Masuk · Rawat Parbchompoo · Saharat Wonumpai · Sarawut Inlek · Suriyan Peachan · Worapot Thongsai | Indonesia · Edy Suwarno · Hadi Mulyono · Husni Uba · Muhammad Nasrum · Suko Hartono · Wisnu Dwi Suhantoro            |

### Nữ
| Nội dung | Vàng | Bạc | Đồng |
| -------- | --- | --- | --- |
| Regu đôi | Thái Lan · Areerat Takan · Payom Srihongsa · Tidawan Daosakul                                                   | Việt Nam · Lê Thị Hạnh · Lưu Thị Thanh · Nguyễn Hải Thảo                                                      | Myanmar · Khin Cho Latt · Kyu Kyu Thinh · May Zin Phyoe                                                                        |
| Regu đôi | Thái Lan · Areerat Takan · Payom Srihongsa · Tidawan Daosakul                                                   | Việt Nam · Lê Thị Hạnh · Lưu Thị Thanh · Nguyễn Hải Thảo                                                      | Indonesia · Jumasiah · Mawarni Pilsora · Suriama                                                                               |
| Regu     | Thái Lan · Arrerat Takan · Narumon Sarakarn · Nitinadda Kaewkamsai · Payom Srihongsa · Tidawan Daosakul         | Việt Nam · Lưu Thị Thanh · Nguyễn Đức Thu Hiền · Nguyễn Hải Thảo · Nguyễn Thị Bích Thủy · Nguyễn Thịnh Thu Ba | Myanmar · Khin Cho Latt · Khin Nu Nu Phyoe · Kyu Kyu Thinh · Mar Mar Win · May Zin Phyoe                                       |
| Regu     | Thái Lan · Arrerat Takan · Narumon Sarakarn · Nitinadda Kaewkamsai · Payom Srihongsa · Tidawan Daosakul         | Việt Nam · Lưu Thị Thanh · Nguyễn Đức Thu Hiền · Nguyễn Hải Thảo · Nguyễn Thị Bích Thủy · Nguyễn Thịnh Thu Ba | Indonesia · Albertin Suryani · Jumasiah · Mawarni Pilsora · Mersi Pabarung · Suriama                                           |
| Hoop     | Myanmar · Khin Nu Nu Phyoe · Kyu Kyu Thinh · Mar Mar Win · May Zin Phyoe · Naing Naing Win · Soe Sint Sint Aung | Philippines · Deseree Autor · Eden Bernardo · Gelyn Evora · Irene Apdon · Rhea Padrigo · Sarah Catain         | Thái Lan · Arrerat Takan · Chotika Boonthong · Nitinadda Kaewkamsai · Payom Srihongsa · Pinporn Klongbungkar · Varee Nantasing |
| Hoop     | Myanmar · Khin Nu Nu Phyoe · Kyu Kyu Thinh · Mar Mar Win · May Zin Phyoe · Naing Naing Win · Soe Sint Sint Aung | Philippines · Deseree Autor · Eden Bernardo · Gelyn Evora · Irene Apdon · Rhea Padrigo · Sarah Catain         | Indonesia · Albertin Suryani · Jumasiah · Mawarni Pilsora · Mersi Pabarung · Suriama · Wa Ode Daano                            |